# A través de Flandes 2024
L'A través de Flandes 2024 fou la 78a edició de la cursa ciclista A través de Flandes. La cursa es disputà el 27 de març de 2024, tingué un recorregut total de 188 km i tingué inici a Roeselare i final a Waregem. La cursa fou el 13è esdeveniment de l'UCI World Tour 2024.
L'estatunidenc Matteo Jorgenson (Team Visma-Lease a Bike) creuà primer la línia de meta, ho feu mig minut abans que el noruec Jonas Abrahamsen (Uno-X Mobility) i el suís Stefan Küng (Groupama-FDJ), qui quedaren segon i tercer respectivament.

## Equips
Un total de 25 equips participaren a la cursa, dels quals 18 foren els equips del WorldTour i 7 foren equips de l'UCI ProTeam.
| WorldTeams (18)- Alpecin-Deceuninck - Arkéa-B&B Hotels - Astana Qazaqstan Team - Bahrain Victorious - Bora-Hansgrohe - Cofidis - Decathlon-AG2R La Mondiale - EF Education-EasyPost - Groupama-FDJ - Ineos Grenadiers - Intermarché-Wanty - Lidl-Trek - Movistar Team - Soudal Quick-Step - Team dsm-firmenich PostNL - Team Jayco AlUla - Team Visma \| Lease a Bike - UAE Team Emirates ProTeams (7)- Bingoal WB - Israel-Premier Tech - Lotto Dstny - Q36.5 Pro Cycling Team - Team Flanders-Baloise - TotalEnergies - Uno-X Mobility |
| |

## Classificació final
A 68 km de l'arribada, una gran caiguda afectà a molts corredors, entre ells els favorits Wout Van Aert (Team Visma-Lease a Bike) i Mads Pedersen (Lidl-Trek). Van Aert tingué que abandonar la prova i se l'endugueren en ambulància, mentre que Pedersen pogué continuar la cursa. Entre els altres afectats, Biniam Girmay (Intermarché-Wanty), Jasper Stuyven (Lid-Trek) i Michele Gazzoli (Astana Qazaqstan Team), també tingueren que abandonar.
| \| Classificació general \| Classificació general \| Classificació general \| Classificació general \| Classificació general \| \| Corredor \| Corredor \| Equip \| Temps \| \| \| --------------------- \| --------------------------- \| -------------------------- \| --------------------- \| --------------------- \| \| 1r \| Matteo Jorgenson \| Team Visma \\| Lease a Bike \| 4h 07' 44" \| \| \| 2n \| Jonas Abrahamsen \| Uno-X Mobility \| + 29" \| \| \| 3r \| Stefan Küng \| Groupama-FDJ \| + 29" \| \| \| 4t \| Tiesj Benoot \| Team Visma \\| Lease a Bike \| + 29" \| \| \| 5è \| Dries De Bondt \| Decathlon-AG2R La Mondiale \| + 29" \| \| \| 6è \| Joshua Tarling \| Ineos Grenadiers \| + 44" \| \| \| 7è \| Jonathan Milan \| Lidl-Trek \| + 1' 47" \| \| \| 8è \| Michael Valgren Andersen \| EF Education-EasyPost \| + 1' 47" \| \| \| 9è \| Mathias Norsgaard Jørgensen \| Movistar Team \| + 1' 47" \| \| \| 10è \| Thomas Gachignard \| TotalEnergies \| + 1' 47" \| \| \| 11è \| Pierre Gautherat \| Decathlon-AG2R La Mondiale \| + 2' 07" \| \| \| 12è \| Nils Politt \| UAE Team Emirates \| + 2' 07" \| \| \| 13è \| Valentin Madouas \| Groupama-FDJ \| + 2' 07" \| \| \| 14è \| Danny van Poppel \| Bora-Hansgrohe \| + 2' 07" \| \| \| 15è \| Jasper Philipsen \| Alpecin-Deceuninck \| + 2' 07" \| \| \| 16è \| Ben Turner \| Ineos Grenadiers \| + 2' 07" \| \| \| 17è \| Michael Matthews \| Team Jayco AlUla \| + 2' 07" \| \| \| 18è \| Luca Mozzato \| Arkéa-B&B Hotels \| + 2' 07" \| \| \| 19è \| Mike Teunissen \| Intermarché-Wanty \| + 2' 07" \| \| \| 20è \| John Degenkolb \| Team dsm-firmenich PostNL \| + 2' 07" \| \| |                             |                            |            |
| |                             |                            |            |
| Font: ProCyclingStats |                             |                            |            |
| Classificació general |                             |                            |            |
| Corredor | Corredor                    | Equip                      | Temps      |
| 1r | Matteo Jorgenson            | Team Visma \| Lease a Bike | 4h 07' 44" |
| 2n | Jonas Abrahamsen            | Uno-X Mobility             | + 29"      |
| 3r | Stefan Küng                 | Groupama-FDJ               | + 29"      |
| 4t | Tiesj Benoot                | Team Visma \| Lease a Bike | + 29"      |
| 5è | Dries De Bondt              | Decathlon-AG2R La Mondiale | + 29"      |
| 6è | Joshua Tarling              | Ineos Grenadiers           | + 44"      |
| 7è | Jonathan Milan              | Lidl-Trek                  | + 1' 47"   |
| 8è | Michael Valgren Andersen    | EF Education-EasyPost      | + 1' 47"   |
| 9è | Mathias Norsgaard Jørgensen | Movistar Team              | + 1' 47"   |
| 10è | Thomas Gachignard           | TotalEnergies              | + 1' 47"   |
| 11è | Pierre Gautherat            | Decathlon-AG2R La Mondiale | + 2' 07"   |
| 12è | Nils Politt                 | UAE Team Emirates          | + 2' 07"   |
| 13è | Valentin Madouas            | Groupama-FDJ               | + 2' 07"   |
| 14è | Danny van Poppel            | Bora-Hansgrohe             | + 2' 07"   |
| 15è | Jasper Philipsen            | Alpecin-Deceuninck         | + 2' 07"   |
| 16è | Ben Turner                  | Ineos Grenadiers           | + 2' 07"   |
| 17è | Michael Matthews            | Team Jayco AlUla           | + 2' 07"   |
| 18è | Luca Mozzato                | Arkéa-B&B Hotels           | + 2' 07"   |
| 19è | Mike Teunissen              | Intermarché-Wanty          | + 2' 07"   |
| 20è | John Degenkolb              | Team dsm-firmenich PostNL  | + 2' 07"   |

## Participants
| Team Visma \| Lease a Bike TVL | Team Visma \| Lease a Bike TVL | Team Visma \| Lease a Bike TVL |
| ------------------------------ | ------------------------------ | ------------------------------ |
| Núm                            | Ciclista                       | Pos                            |
| 1                              | Wout van Aert (BEL)            | DNF                            |
| 2                              | Tim Van Dijke (NED)            | 118è                           |
| 3                              | Tiesj Benoot (BEL)             | 4t                             |
| 4                              | Matteo Jorgenson (USA)         | 1r                             |
| 5                              | Jan Tratnik (SLO)              | DNF                            |
| 6                              | Mick van Dijke (NED)           | 38è                            |
| 7                              | Julien Vermote (BEL)           | 114è                           |

| Lidl-Trek LTK | Lidl-Trek LTK            | Lidl-Trek LTK |
| ------------- | ------------------------ | ------------- |
| Núm           | Ciclista                 | Pos           |
| 11            | Mads Pedersen (DEN)      | DNF           |
| 12            | Jasper Stuyven (BEL)     | DNF           |
| 13            | Tim Declercq (BEL)       | 81è           |
| 14            | Jonathan Milan (ITA)     | 7è            |
| 15            | Toms Skujiņš (LAT)       | 28è           |
| 16            | Edward Theuns (BEL)      | 94è           |
| 17            | Alex Kirsch (LUX) (ruta) | DNF           |

| Alpecin-Deceuninck ADC | Alpecin-Deceuninck ADC     | Alpecin-Deceuninck ADC |
| ---------------------- | -------------------------- | ---------------------- |
| Núm                    | Ciclista                   | Pos                    |
| 21                     | Jasper Philipsen (BEL)     | 15è                    |
| 22                     | Maurice Ballerstedt (GER)  | 89è                    |
| 23                     | Robbe Ghys (BEL)           | DNF                    |
| 24                     | Søren Kragh Andersen (DEN) | 74è                    |
| 25                     | Senne Leysen (BEL)         | DNF                    |
| 26                     | Stan Van Tricht (BEL)      | 59è                    |
| 27                     | Gianni Vermeersch (BEL)    | DNF                    |

| UAE Team Emirates UAD | UAE Team Emirates UAD      | UAE Team Emirates UAD |
| --------------------- | -------------------------- | --------------------- |
| Núm                   | Ciclista                   | Pos                   |
| 31                    | Tim Wellens (BEL)          | 57è                   |
| 32                    | Marc Hirschi (SUI) (ruta)  | 32è                   |
| 33                    | Álvaro Hodeg Chagui (COL)  | DNF                   |
| 34                    | Alessandro Covi (ITA)      | 66è                   |
| 35                    | Mikkel Bjerg (DEN)         | 36è                   |
| 36                    | Nils Politt (GER)          | 12è                   |
| 37                    | Vegard Stake Laengen (NOR) | 93è                   |

| Groupama-FDJ GFC | Groupama-FDJ GFC              | Groupama-FDJ GFC |
| ---------------- | ----------------------------- | ---------------- |
| Núm              | Ciclista                      | Pos              |
| 41               | Stefan Küng (SUI)             | 3r               |
| 42               | Valentin Madouas (FRA) (ruta) | 13è              |
| 43               | Lewis Askey (GBR)             | 61è              |
| 44               | Olivier Le Gac (FRA)          | DQ               |
| 45               | Fabian Lienhard (SUI)         | 116è             |
| 46               | Laurence Pithie (NZL)         | DNF              |
| 47               | Samuel Watson (GBR)           | 40è              |

| Soudal Quick-Step SOQ | Soudal Quick-Step SOQ    | Soudal Quick-Step SOQ |
| --------------------- | ------------------------ | --------------------- |
| Núm                   | Ciclista                 | Pos                   |
| 51                    | Julian Alaphilippe (FRA) | 26è                   |
| 52                    | Yves Lampaert (BEL)      | 131è                  |
| 53                    | Paul Magnier (FRA)       | 39è                   |
| 54                    | Gianni Moscon (ITA)      | 135è                  |
| 55                    | Casper Pedersen (DEN)    | 33è                   |
| 56                    | Pepijn Reinderink (NED)  | DNF                   |
| 57                    | Warre Vangheluwe (BEL)   | 112è                  |

| Intermarché-Wanty IWA | Intermarché-Wanty IWA                | Intermarché-Wanty IWA |
| --------------------- | ------------------------------------ | --------------------- |
| Núm                   | Ciclista                             | Pos                   |
| 61                    | Biniam Girmay (ERI)                  | DNF                   |
| 62                    | Mike Teunissen (NED)                 | 19è                   |
| 63                    | Madis Mihkels (EST)                  | 48è                   |
| 64                    | Laurenz Rex (BEL)                    | DNF                   |
| 65                    | Dries De Pooter (BEL)                | 30è                   |
| 66                    | Adrien Petit (FRA)                   | 85è                   |
| 67                    | Roel Daan van Sintmaartensdijk (NED) | 113è                  |

| EF Education-EasyPost EFE | EF Education-EasyPost EFE      | EF Education-EasyPost EFE |
| ------------------------- | ------------------------------ | ------------------------- |
| Núm                       | Ciclista                       | Pos                       |
| 71                        | Alberto Bettiol (ITA)          | 72è                       |
| 72                        | Stefan Bissegger (SUI)         | 134è                      |
| 73                        | Jonas Rutsch (GER)             | 106è                      |
| 74                        | Harry Sweeny (AUS)             | DNF                       |
| 75                        | Yuhi Todome (JPN)              | 92è                       |
| 76                        | Jack Rootkin-Gray (GBR)        | 123è                      |
| 77                        | Michael Valgren Andersen (DEN) | 8è                        |

| Ineos Grenadiers IGD | Ineos Grenadiers IGD   | Ineos Grenadiers IGD |
| -------------------- | ---------------------- | -------------------- |
| Núm                  | Ciclista               | Pos                  |
| 81                   | Cameron Wurf (AUS)     | DNF                  |
| 82                   | Elia Viviani (ITA)     | 120è                 |
| 83                   | Joshua Tarling (GBR)   | 6è                   |
| 84                   | Magnus Sheffield (USA) | 119è                 |
| 85                   | Ben Swift (GBR)        | 124è                 |
| 86                   | Connor Swift (GBR)     | 58è                  |
| 87                   | Ben Turner (GBR)       | 16è                  |

| Movistar Team MOV | Movistar Team MOV                 | Movistar Team MOV |
| ----------------- | --------------------------------- | ----------------- |
| Núm               | Ciclista                          | Pos               |
| 91                | Oier Lazkano López (ESP) (ruta)   | 47è               |
| 92                | Albert Torres Barceló (ESP)       | 88è               |
| 93                | Rémi Cavagna (FRA)                | 69è               |
| 94                | Carlos Canal Blanco (ESP)         | 54è               |
| 95                | Manlio Moro (ITA)                 | DNF               |
| 96                | Mathias Norsgaard Jørgensen (DEN) | 9è                |
| 97                | Johan Jacobs (SUI)                | 132è              |

| Arkéa-B&B Hotels ARK | Arkéa-B&B Hotels ARK   | Arkéa-B&B Hotels ARK |
| -------------------- | ---------------------- | -------------------- |
| Núm                  | Ciclista               | Pos                  |
| 101                  | Arnaud Démare (FRA)    | NP                   |
| 102                  | Amaury Capiot (BEL)    | DNF                  |
| 103                  | David Dekker (NED)     | 109è                 |
| 104                  | Donavan Grondin (FRA)  | 130è                 |
| 105                  | Florian Sénéchal (FRA) | 129è                 |
| 106                  | Daniel McLay (GBR)     | 84è                  |
| 107                  | Luca Mozzato (ITA)     | 18è                  |

| Cofidis COF | Cofidis COF                | Cofidis COF |
| ----------- | -------------------------- | ----------- |
| Núm         | Ciclista                   | Pos         |
| 111         | Ludovic Robeet (BEL)       | DNF         |
| 112         | Piet Allegaert (BEL)       | 49è         |
| 113         | Aimé De Gendt (BEL)        | 70è         |
| 114         | Nicolas Debeaumarché (FRA) | DNF         |
| 115         | Milan Fretin (BEL)         | DNF         |
| 116         | Alexis Renard (FRA)        | 103è        |
| 117         | Ludovic Robeet (BEL)       | DNF         |

| Decathlon-AG2R La Mondiale DAT | Decathlon-AG2R La Mondiale DAT | Decathlon-AG2R La Mondiale DAT |
| ------------------------------ | ------------------------------ | ------------------------------ |
| Núm                            | Ciclista                       | Pos                            |
| 121                            | Oliver Naesen (BEL)            | 63è                            |
| 122                            | Edvald Boasson Hagen (NOR)     | 110è                           |
| 123                            | Dries De Bondt (BEL)           | 5è                             |
| 124                            | Sander De Pestel (BEL)         | 55è                            |
| 125                            | Pierre Gautherat (FRA)         | 11è                            |
| 126                            | Gianluca Pollefliet (BEL)      | 96è                            |
| 127                            | Damien Touzé (FRA)             | 27è                            |

| Bora-Hansgrohe BOH | Bora-Hansgrohe BOH     | Bora-Hansgrohe BOH |
| ------------------ | ---------------------- | ------------------ |
| Núm                | Ciclista               | Pos                |
| 131                | Marco Haller (AUT)     | 76è                |
| 132                | Luis-Joe Lührs (GER)   | 105è               |
| 133                | Emil Herzog (GER)      | 65è                |
| 134                | Ryan Mullen (IRL)      | 62è                |
| 135                | Filip Maciejuk (POL)   | 73è                |
| 136                | Jordi Meeus (BEL)      | 45è                |
| 137                | Danny van Poppel (NED) | 14è                |

| Bahrain Victorious TBV | Bahrain Victorious TBV    | Bahrain Victorious TBV |
| ---------------------- | ------------------------- | ---------------------- |
| Núm                    | Ciclista                  | Pos                    |
| 141                    | Andrea Pasqualon (ITA)    | DNF                    |
| 142                    | Alberto Bruttomesso (ITA) | 102è                   |
| 143                    | Fran Miholjević (CRO)     | 128è                   |
| 144                    | Matevž Govekar (SLO)      | 67è                    |
| 145                    | Dušan Rajović (SRB)       | 44è                    |
| 146                    | Fred Wright (GBR) (ruta)  | 22è                    |
| 147                    | Łukasz Wiśniowski (POL)   | 117è                   |

| Team dsm-firmenich PostNL DFP | Team dsm-firmenich PostNL DFP | Team dsm-firmenich PostNL DFP |
| ----------------------------- | ----------------------------- | ----------------------------- |
| Núm                           | Ciclista                      | Pos                           |
| 151                           | John Degenkolb (GER)          | 20è                           |
| 152                           | Pavel Bittner (CZE)           | 53è                           |
| 153                           | Patrick Eddy (AUS)            | DNF                           |
| 154                           | Nils Eekhoff (NED)            | DNF                           |
| 155                           | Niklas Märkl (GER)            | 126è                          |
| 156                           | Casper van Uden (NED)         | 35è                           |
| 157                           | Bram Welten (NED)             | 133è                          |

| Team Jayco AlUla JAY | Team Jayco AlUla JAY        | Team Jayco AlUla JAY |
| -------------------- | --------------------------- | -------------------- |
| Núm                  | Ciclista                    | Pos                  |
| 161                  | Michael Matthews (AUS)      | 17è                  |
| 162                  | Luke Durbridge (AUS)        | 60è                  |
| 163                  | Amund Grøndahl Jansen (NOR) | 75è                  |
| 164                  | Luka Mezgec (SLO)           | 43è                  |
| 165                  | Kelland O'Brien (AUS)       | 90è                  |
| 166                  | Elmar Reinders (NED)        | DNF                  |
| 167                  | Max Walscheid (GER)         | 87è                  |

| Astana Qazaqstan Team AST | Astana Qazaqstan Team AST | Astana Qazaqstan Team AST |
| ------------------------- | ------------------------- | ------------------------- |
| Núm                       | Ciclista                  | Pos                       |
| 171                       | Cees Bol (NED)            | 41è                       |
| 172                       | Gleb Brussenskiy (KAZ)    | DNF                       |
| 173                       | Michele Gazzoli (ITA)     | DNF                       |
| 174                       | Ievgueni Guiditx (KAZ)    | 125è                      |
| 175                       | Dmitri Grúzdev (KAZ)      | DNF                       |
| 176                       | Rüdiger Selig (GER)       | 127è                      |
| 177                       | Gleb Syrica               | DNF                       |

| Lotto Dstny LTD | Lotto Dstny LTD          | Lotto Dstny LTD |
| --------------- | ------------------------ | --------------- |
| Núm             | Ciclista                 | Pos             |
| 181             | Jenno Berckmoes (BEL)    | 23è             |
| 182             | Cedric Beullens (BEL)    | DNF             |
| 183             | Victor Campenaerts (BEL) | 34è             |
| 184             | Sébastien Grignard (BEL) | 68è             |
| 185             | Pascal Eenkhoorn (NED)   | 31è             |
| 186             | Alec Segaert (BEL)       | 37è             |
| 187             | Brent Van Moer (BEL)     | DNF             |

| Israel-Premier Tech IPT | Israel-Premier Tech IPT | Israel-Premier Tech IPT |
| ----------------------- | ----------------------- | ----------------------- |
| Núm                     | Ciclista                | Pos                     |
| 191                     | Jakob Fuglsang (DEN)    | 71è                     |
| 192                     | Krists Neilands (LAT)   | 29è                     |
| 193                     | Guillaume Boivin (CAN)  | 52è                     |
| 194                     | Riley Sheehan (USA)     | 25è                     |
| 195                     | Riley Pickrell (CAN)    | 83è                     |
| 196                     | Corbin Strong (NZL)     | 51è                     |
| 197                     | Ethan Vernon (GBR)      | 46è                     |

| Uno-X Mobility UXM | Uno-X Mobility UXM          | Uno-X Mobility UXM |
| ------------------ | --------------------------- | ------------------ |
| Núm                | Ciclista                    | Pos                |
| 201                | Alexander Kristoff (NOR)    | 77è                |
| 202                | Jonas Abrahamsen (NOR)      | 2n                 |
| 203                | Louis Bendixen (DEN)        | 82è                |
| 204                | Tord Gudmestad (NOR)        | DNF                |
| 205                | Erik Nordsæter Resell (NOR) | 79è                |
| 206                | Rasmus Tiller (NOR)         | 50è                |
| 207                | Rasmus Bøgh Wallin (DEN)    | 91è                |

| Q36.5 Pro Cycling Team Q36 | Q36.5 Pro Cycling Team Q36 | Q36.5 Pro Cycling Team Q36 |
| -------------------------- | -------------------------- | -------------------------- |
| Núm                        | Ciclista                   | Pos                        |
| 211                        | Jannik Steimle (GER)       | 42è                        |
| 212                        | Tom Devriendt (BEL)        | DNF                        |
| 213                        | Tobias Ludvigsson (SWE)    | 80è                        |
| 214                        | Cyrus Monk (AUS)           | 122è                       |
| 215                        | Szymon Sajnok (POL)        | 115è                       |
| 216                        | Fabio Christen (SUI)       | 78è                        |
| 217                        | Kamil Małecki (POL)        | 64è                        |

| TotalEnergies TEN | TotalEnergies TEN       | TotalEnergies TEN |
| ----------------- | ----------------------- | ----------------- |
| Núm               | Ciclista                | Pos               |
| 221               | Anthony Turgis (FRA)    | DNF               |
| 222               | Lucas Boniface (FRA)    | DNF               |
| 223               | Sandy Dujardin (FRA)    | 21è               |
| 224               | Émilien Jeannière (FRA) | DNF               |
| 225               | Thomas Gachignard (FRA) | 10è               |
| 226               | Lorrenzo Manzin (FRA)   | DNF               |
| 227               | Dries Van Gestel (BEL)  | 24è               |

| Bingoal WB BWB | Bingoal WB BWB            | Bingoal WB BWB |
| -------------- | ------------------------- | -------------- |
| Núm            | Ciclista                  | Pos            |
| 231            | Luca De Meester (BEL)     | 97è            |
| 232            | Ceriel Desal (BEL)        | 107è           |
| 233            | Aaron Van der Beken (BEL) | 99è            |
| 234            | Floris De Tier (BEL)      | 108è           |
| 235            | Luca Van Boven (BEL)      | 56è            |
| 236            | Kenneth Van Rooy (BEL)    | 95è            |
| 237            | Jelle Vermoote (BEL)      | 100è           |

| Team Flanders-Baloise TFB | Team Flanders-Baloise TFB | Team Flanders-Baloise TFB |
| ------------------------- | ------------------------- | ------------------------- |
| Núm                       | Ciclista                  | Pos                       |
| 241                       | Kamiel Bonneu (BEL)       | DNF                       |
| 242                       | Lars Craps (BEL)          | 104è                      |
| 243                       | Jules Hesters (BEL)       | 98è                       |
| 244                       | Siebe Deweirdt (BEL)      | 121è                      |
| 245                       | Yentl Vandevelde (BEL)    | 111è                      |
| 246                       | Dylan Vandenstorme (BEL)  | 101è                      |
| 247                       | Victor Vercouillie (BEL)  | 86è                       |

| Team Visma \| Lease a Bike TVL | Team Visma \| Lease a Bike TVL | Team Visma \| Lease a Bike TVL |
| ------------------------------ | ------------------------------ | ------------------------------ |
| Núm                            | Ciclista                       | Pos                            |
| 1                              | Wout van Aert (BEL)            | DNF                            |
| 2                              | Tim Van Dijke (NED)            | 118è                           |
| 3                              | Tiesj Benoot (BEL)             | 4t                             |
| 4                              | Matteo Jorgenson (USA)         | 1r                             |
| 5                              | Jan Tratnik (SLO)              | DNF                            |
| 6                              | Mick van Dijke (NED)           | 38è                            |
| 7                              | Julien Vermote (BEL)           | 114è                           |

| Lidl-Trek LTK | Lidl-Trek LTK            | Lidl-Trek LTK |
| ------------- | ------------------------ | ------------- |
| Núm           | Ciclista                 | Pos           |
| 11            | Mads Pedersen (DEN)      | DNF           |
| 12            | Jasper Stuyven (BEL)     | DNF           |
| 13            | Tim Declercq (BEL)       | 81è           |
| 14            | Jonathan Milan (ITA)     | 7è            |
| 15            | Toms Skujiņš (LAT)       | 28è           |
| 16            | Edward Theuns (BEL)      | 94è           |
| 17            | Alex Kirsch (LUX) (ruta) | DNF           |

| Alpecin-Deceuninck ADC | Alpecin-Deceuninck ADC     | Alpecin-Deceuninck ADC |
| ---------------------- | -------------------------- | ---------------------- |
| Núm                    | Ciclista                   | Pos                    |
| 21                     | Jasper Philipsen (BEL)     | 15è                    |
| 22                     | Maurice Ballerstedt (GER)  | 89è                    |
| 23                     | Robbe Ghys (BEL)           | DNF                    |
| 24                     | Søren Kragh Andersen (DEN) | 74è                    |
| 25                     | Senne Leysen (BEL)         | DNF                    |
| 26                     | Stan Van Tricht (BEL)      | 59è                    |
| 27                     | Gianni Vermeersch (BEL)    | DNF                    |

| UAE Team Emirates UAD | UAE Team Emirates UAD      | UAE Team Emirates UAD |
| --------------------- | -------------------------- | --------------------- |
| Núm                   | Ciclista                   | Pos                   |
| 31                    | Tim Wellens (BEL)          | 57è                   |
| 32                    | Marc Hirschi (SUI) (ruta)  | 32è                   |
| 33                    | Álvaro Hodeg Chagui (COL)  | DNF                   |
| 34                    | Alessandro Covi (ITA)      | 66è                   |
| 35                    | Mikkel Bjerg (DEN)         | 36è                   |
| 36                    | Nils Politt (GER)          | 12è                   |
| 37                    | Vegard Stake Laengen (NOR) | 93è                   |

| Groupama-FDJ GFC | Groupama-FDJ GFC              | Groupama-FDJ GFC |
| ---------------- | ----------------------------- | ---------------- |
| Núm              | Ciclista                      | Pos              |
| 41               | Stefan Küng (SUI)             | 3r               |
| 42               | Valentin Madouas (FRA) (ruta) | 13è              |
| 43               | Lewis Askey (GBR)             | 61è              |
| 44               | Olivier Le Gac (FRA)          | DQ               |
| 45               | Fabian Lienhard (SUI)         | 116è             |
| 46               | Laurence Pithie (NZL)         | DNF              |
| 47               | Samuel Watson (GBR)           | 40è              |

| Soudal Quick-Step SOQ | Soudal Quick-Step SOQ    | Soudal Quick-Step SOQ |
| --------------------- | ------------------------ | --------------------- |
| Núm                   | Ciclista                 | Pos                   |
| 51                    | Julian Alaphilippe (FRA) | 26è                   |
| 52                    | Yves Lampaert (BEL)      | 131è                  |
| 53                    | Paul Magnier (FRA)       | 39è                   |
| 54                    | Gianni Moscon (ITA)      | 135è                  |
| 55                    | Casper Pedersen (DEN)    | 33è                   |
| 56                    | Pepijn Reinderink (NED)  | DNF                   |
| 57                    | Warre Vangheluwe (BEL)   | 112è                  |

| Intermarché-Wanty IWA | Intermarché-Wanty IWA                | Intermarché-Wanty IWA |
| --------------------- | ------------------------------------ | --------------------- |
| Núm                   | Ciclista                             | Pos                   |
| 61                    | Biniam Girmay (ERI)                  | DNF                   |
| 62                    | Mike Teunissen (NED)                 | 19è                   |
| 63                    | Madis Mihkels (EST)                  | 48è                   |
| 64                    | Laurenz Rex (BEL)                    | DNF                   |
| 65                    | Dries De Pooter (BEL)                | 30è                   |
| 66                    | Adrien Petit (FRA)                   | 85è                   |
| 67                    | Roel Daan van Sintmaartensdijk (NED) | 113è                  |

| EF Education-EasyPost EFE | EF Education-EasyPost EFE      | EF Education-EasyPost EFE |
| ------------------------- | ------------------------------ | ------------------------- |
| Núm                       | Ciclista                       | Pos                       |
| 71                        | Alberto Bettiol (ITA)          | 72è                       |
| 72                        | Stefan Bissegger (SUI)         | 134è                      |
| 73                        | Jonas Rutsch (GER)             | 106è                      |
| 74                        | Harry Sweeny (AUS)             | DNF                       |
| 75                        | Yuhi Todome (JPN)              | 92è                       |
| 76                        | Jack Rootkin-Gray (GBR)        | 123è                      |
| 77                        | Michael Valgren Andersen (DEN) | 8è                        |

| Ineos Grenadiers IGD | Ineos Grenadiers IGD   | Ineos Grenadiers IGD |
| -------------------- | ---------------------- | -------------------- |
| Núm                  | Ciclista               | Pos                  |
| 81                   | Cameron Wurf (AUS)     | DNF                  |
| 82                   | Elia Viviani (ITA)     | 120è                 |
| 83                   | Joshua Tarling (GBR)   | 6è                   |
| 84                   | Magnus Sheffield (USA) | 119è                 |
| 85                   | Ben Swift (GBR)        | 124è                 |
| 86                   | Connor Swift (GBR)     | 58è                  |
| 87                   | Ben Turner (GBR)       | 16è                  |

| Movistar Team MOV | Movistar Team MOV                 | Movistar Team MOV |
| ----------------- | --------------------------------- | ----------------- |
| Núm               | Ciclista                          | Pos               |
| 91                | Oier Lazkano López (ESP) (ruta)   | 47è               |
| 92                | Albert Torres Barceló (ESP)       | 88è               |
| 93                | Rémi Cavagna (FRA)                | 69è               |
| 94                | Carlos Canal Blanco (ESP)         | 54è               |
| 95                | Manlio Moro (ITA)                 | DNF               |
| 96                | Mathias Norsgaard Jørgensen (DEN) | 9è                |
| 97                | Johan Jacobs (SUI)                | 132è              |

| Arkéa-B&B Hotels ARK | Arkéa-B&B Hotels ARK   | Arkéa-B&B Hotels ARK |
| -------------------- | ---------------------- | -------------------- |
| Núm                  | Ciclista               | Pos                  |
| 101                  | Arnaud Démare (FRA)    | NP                   |
| 102                  | Amaury Capiot (BEL)    | DNF                  |
| 103                  | David Dekker (NED)     | 109è                 |
| 104                  | Donavan Grondin (FRA)  | 130è                 |
| 105                  | Florian Sénéchal (FRA) | 129è                 |
| 106                  | Daniel McLay (GBR)     | 84è                  |
| 107                  | Luca Mozzato (ITA)     | 18è                  |

| Cofidis COF | Cofidis COF                | Cofidis COF |
| ----------- | -------------------------- | ----------- |
| Núm         | Ciclista                   | Pos         |
| 111         | Ludovic Robeet (BEL)       | DNF         |
| 112         | Piet Allegaert (BEL)       | 49è         |
| 113         | Aimé De Gendt (BEL)        | 70è         |
| 114         | Nicolas Debeaumarché (FRA) | DNF         |
| 115         | Milan Fretin (BEL)         | DNF         |
| 116         | Alexis Renard (FRA)        | 103è        |
| 117         | Ludovic Robeet (BEL)       | DNF         |

| Decathlon-AG2R La Mondiale DAT | Decathlon-AG2R La Mondiale DAT | Decathlon-AG2R La Mondiale DAT |
| ------------------------------ | ------------------------------ | ------------------------------ |
| Núm                            | Ciclista                       | Pos                            |
| 121                            | Oliver Naesen (BEL)            | 63è                            |
| 122                            | Edvald Boasson Hagen (NOR)     | 110è                           |
| 123                            | Dries De Bondt (BEL)           | 5è                             |
| 124                            | Sander De Pestel (BEL)         | 55è                            |
| 125                            | Pierre Gautherat (FRA)         | 11è                            |
| 126                            | Gianluca Pollefliet (BEL)      | 96è                            |
| 127                            | Damien Touzé (FRA)             | 27è                            |

| Bora-Hansgrohe BOH | Bora-Hansgrohe BOH     | Bora-Hansgrohe BOH |
| ------------------ | ---------------------- | ------------------ |
| Núm                | Ciclista               | Pos                |
| 131                | Marco Haller (AUT)     | 76è                |
| 132                | Luis-Joe Lührs (GER)   | 105è               |
| 133                | Emil Herzog (GER)      | 65è                |
| 134                | Ryan Mullen (IRL)      | 62è                |
| 135                | Filip Maciejuk (POL)   | 73è                |
| 136                | Jordi Meeus (BEL)      | 45è                |
| 137                | Danny van Poppel (NED) | 14è                |

| Bahrain Victorious TBV | Bahrain Victorious TBV    | Bahrain Victorious TBV |
| ---------------------- | ------------------------- | ---------------------- |
| Núm                    | Ciclista                  | Pos                    |
| 141                    | Andrea Pasqualon (ITA)    | DNF                    |
| 142                    | Alberto Bruttomesso (ITA) | 102è                   |
| 143                    | Fran Miholjević (CRO)     | 128è                   |
| 144                    | Matevž Govekar (SLO)      | 67è                    |
| 145                    | Dušan Rajović (SRB)       | 44è                    |
| 146                    | Fred Wright (GBR) (ruta)  | 22è                    |
| 147                    | Łukasz Wiśniowski (POL)   | 117è                   |

| Team dsm-firmenich PostNL DFP | Team dsm-firmenich PostNL DFP | Team dsm-firmenich PostNL DFP |
| ----------------------------- | ----------------------------- | ----------------------------- |
| Núm                           | Ciclista                      | Pos                           |
| 151                           | John Degenkolb (GER)          | 20è                           |
| 152                           | Pavel Bittner (CZE)           | 53è                           |
| 153                           | Patrick Eddy (AUS)            | DNF                           |
| 154                           | Nils Eekhoff (NED)            | DNF                           |
| 155                           | Niklas Märkl (GER)            | 126è                          |
| 156                           | Casper van Uden (NED)         | 35è                           |
| 157                           | Bram Welten (NED)             | 133è                          |

| Team Jayco AlUla JAY | Team Jayco AlUla JAY        | Team Jayco AlUla JAY |
| -------------------- | --------------------------- | -------------------- |
| Núm                  | Ciclista                    | Pos                  |
| 161                  | Michael Matthews (AUS)      | 17è                  |
| 162                  | Luke Durbridge (AUS)        | 60è                  |
| 163                  | Amund Grøndahl Jansen (NOR) | 75è                  |
| 164                  | Luka Mezgec (SLO)           | 43è                  |
| 165                  | Kelland O'Brien (AUS)       | 90è                  |
| 166                  | Elmar Reinders (NED)        | DNF                  |
| 167                  | Max Walscheid (GER)         | 87è                  |

| Astana Qazaqstan Team AST | Astana Qazaqstan Team AST | Astana Qazaqstan Team AST |
| ------------------------- | ------------------------- | ------------------------- |
| Núm                       | Ciclista                  | Pos                       |
| 171                       | Cees Bol (NED)            | 41è                       |
| 172                       | Gleb Brussenskiy (KAZ)    | DNF                       |
| 173                       | Michele Gazzoli (ITA)     | DNF                       |
| 174                       | Ievgueni Guiditx (KAZ)    | 125è                      |
| 175                       | Dmitri Grúzdev (KAZ)      | DNF                       |
| 176                       | Rüdiger Selig (GER)       | 127è                      |
| 177                       | Gleb Syrica               | DNF                       |

| Lotto Dstny LTD | Lotto Dstny LTD          | Lotto Dstny LTD |
| --------------- | ------------------------ | --------------- |
| Núm             | Ciclista                 | Pos             |
| 181             | Jenno Berckmoes (BEL)    | 23è             |
| 182             | Cedric Beullens (BEL)    | DNF             |
| 183             | Victor Campenaerts (BEL) | 34è             |
| 184             | Sébastien Grignard (BEL) | 68è             |
| 185             | Pascal Eenkhoorn (NED)   | 31è             |
| 186             | Alec Segaert (BEL)       | 37è             |
| 187             | Brent Van Moer (BEL)     | DNF             |

| Israel-Premier Tech IPT | Israel-Premier Tech IPT | Israel-Premier Tech IPT |
| ----------------------- | ----------------------- | ----------------------- |
| Núm                     | Ciclista                | Pos                     |
| 191                     | Jakob Fuglsang (DEN)    | 71è                     |
| 192                     | Krists Neilands (LAT)   | 29è                     |
| 193                     | Guillaume Boivin (CAN)  | 52è                     |
| 194                     | Riley Sheehan (USA)     | 25è                     |
| 195                     | Riley Pickrell (CAN)    | 83è                     |
| 196                     | Corbin Strong (NZL)     | 51è                     |
| 197                     | Ethan Vernon (GBR)      | 46è                     |

| Uno-X Mobility UXM | Uno-X Mobility UXM          | Uno-X Mobility UXM |
| ------------------ | --------------------------- | ------------------ |
| Núm                | Ciclista                    | Pos                |
| 201                | Alexander Kristoff (NOR)    | 77è                |
| 202                | Jonas Abrahamsen (NOR)      | 2n                 |
| 203                | Louis Bendixen (DEN)        | 82è                |
| 204                | Tord Gudmestad (NOR)        | DNF                |
| 205                | Erik Nordsæter Resell (NOR) | 79è                |
| 206                | Rasmus Tiller (NOR)         | 50è                |
| 207                | Rasmus Bøgh Wallin (DEN)    | 91è                |

| Q36.5 Pro Cycling Team Q36 | Q36.5 Pro Cycling Team Q36 | Q36.5 Pro Cycling Team Q36 |
| -------------------------- | -------------------------- | -------------------------- |
| Núm                        | Ciclista                   | Pos                        |
| 211                        | Jannik Steimle (GER)       | 42è                        |
| 212                        | Tom Devriendt (BEL)        | DNF                        |
| 213                        | Tobias Ludvigsson (SWE)    | 80è                        |
| 214                        | Cyrus Monk (AUS)           | 122è                       |
| 215                        | Szymon Sajnok (POL)        | 115è                       |
| 216                        | Fabio Christen (SUI)       | 78è                        |
| 217                        | Kamil Małecki (POL)        | 64è                        |

| TotalEnergies TEN | TotalEnergies TEN       | TotalEnergies TEN |
| ----------------- | ----------------------- | ----------------- |
| Núm               | Ciclista                | Pos               |
| 221               | Anthony Turgis (FRA)    | DNF               |
| 222               | Lucas Boniface (FRA)    | DNF               |
| 223               | Sandy Dujardin (FRA)    | 21è               |
| 224               | Émilien Jeannière (FRA) | DNF               |
| 225               | Thomas Gachignard (FRA) | 10è               |
| 226               | Lorrenzo Manzin (FRA)   | DNF               |
| 227               | Dries Van Gestel (BEL)  | 24è               |

| Bingoal WB BWB | Bingoal WB BWB            | Bingoal WB BWB |
| -------------- | ------------------------- | -------------- |
| Núm            | Ciclista                  | Pos            |
| 231            | Luca De Meester (BEL)     | 97è            |
| 232            | Ceriel Desal (BEL)        | 107è           |
| 233            | Aaron Van der Beken (BEL) | 99è            |
| 234            | Floris De Tier (BEL)      | 108è           |
| 235            | Luca Van Boven (BEL)      | 56è            |
| 236            | Kenneth Van Rooy (BEL)    | 95è            |
| 237            | Jelle Vermoote (BEL)      | 100è           |

| Team Flanders-Baloise TFB | Team Flanders-Baloise TFB | Team Flanders-Baloise TFB |
| ------------------------- | ------------------------- | ------------------------- |
| Núm                       | Ciclista                  | Pos                       |
| 241                       | Kamiel Bonneu (BEL)       | DNF                       |
| 242                       | Lars Craps (BEL)          | 104è                      |
| 243                       | Jules Hesters (BEL)       | 98è                       |
| 244                       | Siebe Deweirdt (BEL)      | 121è                      |
| 245                       | Yentl Vandevelde (BEL)    | 111è                      |
| 246                       | Dylan Vandenstorme (BEL)  | 101è                      |
| 247                       | Victor Vercouillie (BEL)  | 86è                       |